# أليخاندرو فيور
أليخاندرو فيور (بالإسبانية: Alejandro Fiore)‏ هو ممثل أرجنتيني، ولد في 5 يوليو 1969 في بوينس آيرس في الأرجنتين.

## أعمال

### مسلسلات
- لوس سيمولادوريس

## وصلات خارجية
- أليخاندرو فيور على موقع IMDb (الإنجليزية)
- أليخاندرو فيور على موقع قاعدة بيانات الفيلم (الإنجليزية)